# Olympische Winterspiele 2018/Teilnehmer (Puerto Rico)
| Gelbes Symbol für Goldmedaillen mit stilisierten Olympischen Ringen | Graues Symbol für Silbermedaillen mit stilisierten Olympischen Ringen | Braundes Symbol für Bronzemedaillen mit stilisierten Olympischen Ringen |
| ------------------------------------------------------------------- | --------------------------------------------------------------------- | ----------------------------------------------------------------------- |
| —                                                                   | —                                                                     | —                                                                       |

Puerto Rico nahm bei den Olympischen Winterspielen 2018 in Pyeongchang mit einem Athleten im Ski Alpin teil. Es war die siebte Teilnahme an Olympischen Winterspielen und die erste nach den Olympischen Winterspielen 2002, wo man allerdings die teilnehmenden Bobfahrer nach der Eröffnungsfeier von den Spielen zurückzog. Charles Flaherty, der bei der Eröffnungsfeier auch als Fahnenträger fungierte, trat im Riesenslalom an.

## Teilnehmer nach Sportarten

### Ski Alpin
| Athleten         | Wettbewerbe  | 1. Lauf     | 2. Lauf     | Gesamt      | Gesamt |
| Athleten         | Wettbewerbe  | Zeit        | Zeit        | Zeit        | Rang   |
| ---------------- | ------------ | ----------- | ----------- | ----------- | ------ |
| Männer           |              |             |             |             |        |
| Charles Flaherty | Riesenslalom | 1:28,50 min | 1:27,55 min | 2:56,05 min | 73     |